# SINGLES COLLECTION+4
『SINGLES COLLECTION+4』（シングルス コレクション プラス・フォー）は、FIELD OF VIEWの1枚目のベスト・アルバム。

## 内容
それまでに発表された7枚のシングル曲と、6枚目のシングル「Dreams」のカップリング「Someday」、FIELD OF VIEWの前身“view”の2枚のシングルから「あの時の中で僕らは」「迷わないで」が遡る形で収録され、新曲の「もう一度」「大空へ」「ある晴れた日」「あの頃の僕に」が+4に該当する。「あの時の中で僕らは」はviewのシングルと異なり新収録、「迷わないで」も同様にviewの音源でなく1枚目のアルバム『FIELD OF VIEW I』収録分である。
11曲目収録の「大空へ」は、当初1997年7月発売予定でシングル化が告知されていた作品だったが、タイアップ番組の放送中止の影響でシングル発売も中止となり、本作に収録となった。また、本来は「大空へ」シングルリリースに連動してオリジナル・アルバムの発売が予定されていたが、急遽ベスト盤に切り替えられた（『FIELD OF VIEW III』の仮タイトルが既に店頭・雑誌などで告知されていた）、そのため結果的にデビューから約2年半でのベスト・アルバム発売となった。

## 収録曲
| #         | タイトル                   | 作詞       | 作曲       | 編曲       | 時間  |
| --------- | -------------------------- | ---------- | ---------- | ---------- | ----- |
| 1.        | 「もう一度」               | 小田佳奈子 | 多々納好夫 | 明石昌夫   | 4:36  |
| 2.        | 「この街で君と暮らしたい」 | 小松未歩   | 小松未歩   | 葉山たけし | 4:52  |
| 3.        | 「Dreams」                 | 辻尾有佐   | 織田哲郎   | 徳永暁人   | 4:24  |
| 4.        | 「ドキッ」                 | 山本ゆり   | 浅岡雄也   | 葉山たけし | 4:36  |
| 5.        | 「DAN DAN 心魅かれてく」   | 坂井泉水   | 織田哲郎   | 葉山たけし | 3:33  |
| 6.        | 「Last Good-bye」          | 坂井泉水   | 多々納好夫 | 葉山たけし | 3:47  |
| 7.        | 「突然」                   | 坂井泉水   | 織田哲郎   | 葉山たけし | 4:33  |
| 8.        | 「君がいたから」           | 坂井泉水   | 織田哲郎   | 葉山たけし | 4:08  |
| 9.        | 「迷わないで」             | 浅岡雄也   | 多々納好夫 | 池田大介   | 4:30  |
| 10.       | 「あの時の中で僕らは」     | 浅岡雄也   | 浅岡雄也   | 池田大介   | 4:40  |
| 11.       | 「大空へ」                 | 小松未歩   | 小松未歩   | 寺尾広     | 5:10  |
| 12.       | 「ある晴れた日」           | 小田佳奈子 | 浅岡雄也   | 徳永暁人   | 4:15  |
| 13.       | 「Someday」                | 浅岡雄也   | 浅岡雄也   | 徳永暁人   | 3:29  |
| 14.       | 「あの頃の僕に」           | 浅岡雄也   | 浅岡雄也   | 池田大介   | 5:15  |
| 合計時間: | 合計時間:                  | 合計時間:  | 合計時間:  | 合計時間:  | 61:48 |

### 楽曲解説
1. もう一度
新曲。
2. この街で君と暮らしたい
7thシングル。テレビ朝日系列『超次元タイムボンバー』エンディングテーマ。アルバム初収録。
3. Dreams
6thシングル。読売テレビ制作・日本テレビ系列ドラマ『ナチュラル 愛のゆくえ』エンディングテーマ。アルバム初収録。
4. ドキッ
5thシングル。JAL '96 パラダイス沖縄CFイメージソング。
5. DAN DAN 心魅かれてく
4thシングル。フジテレビ系列『ドラゴンボールGT』オープニングテーマ。
6. Last Good-bye
3rdシングル。TBS系列『日立 世界・ふしぎ発見!』エンディングテーマ。シングルとはミックスが違う。
7. 突然
2ndシングル。大塚製薬 ポカリスエットCMソング。
1stアルバム時と同じDAT（シングルの時はハーフインチ）をマスターテープとして使用とライナーノーツに記載されている。
8. 君がいたから
1stシングル。フジテレビ系列ドラマ『輝く季節の中で』主題歌。
9. 迷わないで
viewの2ndシングル。ただし収録されている音源はview時代のものではなく、アルバム『FIELD OF VIEW I』のもの。テレビ朝日系列『目撃!ドキュン』エンディングテーマ。
10. あの時の中で僕らは
viewの1stシングル。セブン-イレブンCFイメージソング。本作のために新録されている。
11. 大空へ
新曲。読売テレビ制作・日本テレビ系列『第21回鳥人間コンテスト選手権大会』（開催予定日: 1997年7月26日）の主題歌としての使用が決まっており、1997年7月30日にシングルとして発売する予定（規格品番はZADL-1072）だったが、同大会が台風第9号による荒天のため中止となり、シングルとしての発売が困難となったため、本作のメイン新曲として収録されることとなる。PVあり。また作詞・作曲を担当した小松未歩が自身のアルバム『小松未歩 6th 〜花野〜』でセルフカバーしている。
12. ある晴れた日
新曲。
13. Someday
6thシングルのカップリング。アルバム初収録。
14. あの頃の僕に
新曲。